# Афанасьев, Антон Константинович
Антон Константинович Афанасьев (род. 2 октября 1974, Грозный, Чечено-Ингушская АССР) — российский актёр театра и кино. Награждён за лучшую роль второго плана в театрализованной постановке «Копилка» наградой «Золотой Арлекин».

## Биография
Антон Афанасьев родился 2 октября 1974 года в городе Грозном (Чечено-Ингушская АССР), затем вместе с семьёй переехал в Гурьев (ныне г. Атырау, Западно-Казахстанской области). 
В 1988 году переехал в Саратов вместе с родителями. 
С 1991 по 1993 год обучался в СГУ на механико-математическом факультете, но так и не окончил обучение. 
С  1993 по 1997 год обучался в Саратовской государственной консерватории имени Л. В. Собинова, в мастерской А. Г. Галко. 
С 1997 по 2005 год проработал в Саратовском театре драмы им. И. А. Слонова. 
В 2005 году переехал в Москву, работал в Московском театре-студии «Латинский квартал» (2005—2006), Московском областном ТЮЗе (2006), Московском театре «ДрамАнтре» (2007). 
С 2007 года — актёр Московского армянского театра.
С 2023 года актер театра Роста Царицыно, под руководством Ноны Гришаевой (филиал московского театра юного зрителя).

## Известность
Антон Афанасьев получил широкую известность после выхода на экраны криминального сериала «Пятницкий», исполнив роль майора полиции Климова Вадима Георгиевича. Сам Афанасьев признаётся, что «зацикливаться на одной роли гибельно для любого актёра», поэтому старается играть разноплановые роли, которые далеки от его героя в этом сериале.

## Личная жизнь
Женат дважды. Первая жена – Екатерина Алексеевна Петрова (род. 1 марта 1980 г.), сценарист, актриса театра и кино. Вторая жена — Елена Николаевна Афанасьева (до замужества — Безухова, род. 1 февраля 1981 г.), актриса театра и кино.
Дети: от первого брака — дочь Дарья Антоновна Афанасьева (род. 27 марта 2009 г.);
от второго брака — сын Павел Антонович Афанасьев (род. 21 января 2014 г.).

## Роли в театре
Саратовский театр драмы им. И.А. Слонова:
- Мартин — «Безумие любви», С.Шепард (1997, реж. А.Галко);
- Дон Лопе — «Живой портрет», А.Маретто (1997, реж. А.Галко);
- Епиходов — «Вишнёвый сад», А.П. Чехов (1998, реж. Ю.Таюшев);
- Кривой Зоб, Васька Пепел — «На дне», М.Горький (1998, реж. А.Кузнецов);
- Дористео, Лусиндо — «Изобретательная влюблённая», Лопе де Вега (1999, реж. А.Кузнецов);
- Сын Отто, офицер — «Господин де Мопассан», Ги де Мопассан (1999, реж. А.Кузнецов);
- Мальчик — «Таня-Таня…», О.Мухина (2000, реж. И.Коняев);
- Мальчик — «Роберто Зукко», Б.-М.Кольтес (2001, реж. Ф.Сюберби);
- Колька Фокин — «Долгая счастливая жизнь», Г.Шпаликов (2001, реж. А.Кузнецов);
- Керубино — «Женитьба Фигаро», П.-О.Бомарше (2002, реж. И.Коняев);
- Обойма — «Сплендидс», Ж.Жене (2002, реж. А.Кузнецов);
- Пётр — «Мечтатели», А.Н. Островский (2003, реж. А.Кузнецов);
- Кучер Карпушка, Становой Наглонович — «Завтрак у предводителя», Тургенев (2004, реж. И.Коняев);
- Сильвен — «Копилка», Э.Лабиш (2004, реж. А.Кузнецов);
- Горецкий — «Волки и овцы», А.Островский (2005, реж. Е.Чёрная);
- «Письма самому себе», А.Машенцев (2005, реж. А.Афанасьев);
- Борис Волков — «Жизнь взаймы», Э.-М.Ремарк (2005, реж. В.Лебедева);
- Робер де Шаранс — «Свидетеля надо прикончить», Р.Тома (2006, реж. В.Лебедева);
- Капитан Михасев — «Не покидай меня…», А.Дударев (2006, реж. В.Персиков);
- Сергей — «Налог на надежду» (2007, реж. О.Горюнова);
- Брусилов — «Расстрел» (2007, реж. О.Горюнова).

## Фильмография
- 2002 — «Папарацци» — студент Антон;
- 2004—2013 — «Кулагин и партнёры»;
- 2005 — «Люба, дети и завод…» — Леонид;
- 2006 — «Любовь-морковь» — эпизод;
- 2007 — «Короли игры» — эпизод;
- 2007—2008 — «Татьянин день» — эпизод;
- 2008 — «Ставка на жизнь» — эпизод;
- 2008 — «Воротилы. Быть вместе» — Гарднер, помощник;
- 2008 — «Глухарь» — оперативник (серия 33, «Судьба»);
- 2008 — «Зверобой» — эпизод (не указан в титрах);
- 2008 — «Моя любимая ведьма» — официант (14 серия, «Талант не пропьёшь»);
- 2008 — «Моя прекрасная няня» — участковый (134 серия, «Папин переезд»);
- 2008 — «Воротилы. Быть вместе»  — Гарднер, помощник;
- 2008 — «Своя правда» — эпизод;
- 2008 — «Шпионские игры. Ловушка для мудреца» — эпизод (фильм 9, «Живая бомба»);
- 2009 — «Адвокат» — Анатолий Назаров (фильм 6, «Смысл жизни»);
- 2009 — «Висяки-2. Отдел контрольных преступлений» — Феоктистов (серия № 16, «Расстрелянная невеста»);
- 2009 — «Глухарь. Продолжение» — оперативник (16 серия, «Мусора»);
- 2009 — «Псалом» — автор;
- 2009 — «Супруги» — наркодилер, банкир (5 серия, «Выкуп»);
- 2009 — «Меч» — оперативник (25 серия, «Победа или смерть»);
- 2009 — «Следопыт» — Вадим Малюгин, следователь ФСБ (1-3 фильмы, «По следам человека»; «По следам золотого коня»; «По следам следователя»);
- 2009 — «Тайны любви»;
- 2009 — «Язва» — главная роль;
- 2009 — «Жди дурного гостя» — эпизод, пожарный;
- 2009 — «Двое» — Николай, хирург;
- 2009 — «День сегодняшний, день завтрашний» — главная роль;
- 2010 — «Закон и порядок. Отдел оперативных расследований-4» — Трохин (серия 23, «Кровавый след»);
- 2010 — «Счастливы вместе»;
- 2010 — «Классные мужики» — эпизод;
- 2010 — «Невидимки» — эпизод;
- 2010 — «Основная версия» — Сергей, скупщик машин (серия 9, «Тихое место»);
- 2010 — «Пятницкий» — Вадим Георгиевич Климов, майор милиции, начальник МОБ
- 2010 — «Где ты?»;
- 2010 — «Погоня за тенью» — адвокат Масленникова (серия 14, «Опасные игры»);
- 2010 — «По горячим следам» — Зеленин (серия 3, «Таксист»);
- 2010 — «Преступление будет раскрыто-2» — Михаил Викторович Воробей, администратор в цирке (серия 18, «Семь колец»);
- 2010 — «Стреляющие горы» — эпизод;
- 2010 — «Шахта» — Володя, жених Ольги Зориной;
- 2010 — «Любовь и прочие глупости»;
- 2011 — «Игра» — Олег, компаньон Наташи;
- 2011 — «Москва. Три вокзала» — Угол, катала (серия 34, «Сказки Шехерезады»);
- 2011 — «Новости» — Валера Поленов;
- 2011 — «Пилот международных авиалиний» — главный инженер фармацевтической фабрики;
- 2011 — «Профиль убийцы» — Иван Николаевич Федотов, начальник РОВД (фильм 2, «Газовщик»);
- 2011—2014 — «Пятницкий» — Вадим Георгиевич Климов, майор полиции, начальник МОБ;
- 2011 — «Звено»;
- 2011 — «Телохранитель-4»;
- 2011 — «СК» — адвокат (фильм 3, «Профессионалы»);
- 2011 — «Суперменеджер, или Мотыга судьбы» — эпизод;
- 2011 — «Супруги-2» — эпизод;
- 2012 — «Берега» — Вячеслав, полковник штаба;
- 2012—2013 — «Карпов» — Вадим Георгиевич Климов, майор полиции, начальник МОБ ОВД/ОМВД «Пятницкий»;
- 2012 — «Лорд. Пёс-полицейский» — Жорик;
- 2012 — «Мент в законе-6» — Чалый (фильм 3, «По ту сторону закона»);
- 2012 — «На прицеле» — Орлов, телохранитель;
- 2012 — «Паутина-6» — Станислав Дорошин (фильм 4, «Контракт насмерть»);
- 2012 — «Учитель в законе-2»;
- 2012 — «УГРО. Простые парни-4» — Гоша, водитель (фильм 2, «Золото»);
- 2013 — «Дело чести» — ведущий теленовостей;
- 2013 — «Жизнь после»;
- 2013 — «Не женское дело» — Иван Орлов (серия 5, «На острие пера»);
- 2013 — «Умник» — редактор газеты;
- 2013 — «Учитель в законе. Возвращение» — должник;
- 2013 — «Кости» — Анатолий, менеджер боулинг-клуба;
- 2014 — «Академия»;
- 2014 — «Бессонница» — Сергей;
- 2014 — «Братаны-4» — начальник Земцовой (фильм 2);
- 2014 — «Игра. Реванш» — эпизод;
- 2014 — «Лесник» — Громов (фильм 49, «Долг»);
- 2014 — «Марьина роща-2» — Олег Остроухов, фронтовой любовник Риты;
- 2014 — «На глубине» — эпизод;
- 2014 — «Розыгрыш» — юрист Долгожилова;
- 2014 — «Светофор-8» — помощник бизнесмена (серия 156);
- 2015 — «Выжить после-3» — продюсер;
- 2015 — «Дельта. Продолжение» — Гордеев (фильм 10, «Гавайская роза»);
- 2015 — «Женская консультация» — Руслан Марков;
- 2015 — «Ищейка» — Островский, адвокат Морозова;
- 2015 — «Лондонград» — сотрудник ФСБ;
- 2015 — «Медсестра» — полицейский;
- 2015 — «Окрылённые» — Альберт;
- 2015 — «Опасное заблуждение» — Смирнов;
- 2015 — «Побег из Москвабада»;
- 2016 — «Больше, чем врач» — Валерий, племянник Агнии
- 2016 — «Взрывная волна» — Игорь Катаев;
- 2016 — «Вижу-знаю» — Глеб Витальевич Приходько, бизнесмен;
- 2016 — «Жена напрокат» — Анатолий Павлович, капитан яхты;
- 2016 — «Каменное сердце» — Георгий Путилин, редактор газеты;
- 2016 — «Пятая стража» — эпизод;
- 2016 — «Райский уголок» — Михаил Иванович Симаков, дядя Максима, майор полиции;
- 2016 — «Чужие и близкие» — Олег Борисович Верников, капитан полиции;
- 2017 — «Детективы Анны Малышевой. Фильм 5: Алмазы Цирцеи» — свидетель;
- 2017 — «Линия огня» — Рощин, друг Колосовой;
- 2017 — «Морозова» — Сергей Сергеевич Ларионов (серия 9, «Театр»);
- 2017 — «Притяжение» — чиновник;
- 2017 — «Психологини» — Эдуард Дмитриевич Платонов;
- 2017 — «Сальса» — журналист;
- 2017 — «Свидетели» — эпизод;
- 2017 — «Следствие любви» — Темнов;
- 2018 — «Годунов» — пятидесятник (фильм 1, «Годунов»);
- 2018 — «Динозавр» — полицейский;
- 2018 — «Дожить до любви» — акушер;
- 2018 — «Ольга-3» — эпизод;
- 2018 — «Операция „Сатана”» — эпизод;
- 2018 — «Полицейский с Рублёвки-4 — директор;
- 2018 — «Посольство» — эпизод;
- 2018 — «Практика. Второй сезон» — Гера;
- 2018 — «Пуля» —  Рыбченко, депутат;
- 2018 — «Хорошая жена» — Алексей Жёлудев, прокурор;
- 2018 — «Адвокатъ Ардашевъ. Маскарад со смертью» — Яков Пятков;
- 2019 — «Балабол-3» — Антон Владиленович Городницкий, директор музея;
- 2019 — «Вампир Алёша» — директор;
- 2019 — «Галка и Гамаюн» — Первухин, адвокат»;
- 2019 — «Ивановы-Ивановы 4» — Николай Петрович, бизнесмен (серия 17);
- 2019 — «Рая знает всё!» — Мокеев;
- 2019 — «Безсоновъ» — Облаухов, сотрудник сыскной полиции;
- 2019 — «Скорая помощь-2» — оператор;
- 2019 — «Обычная женщина-2» — главврач роддома;
- 2020 — «Гранд-3» — Игорь Валентинович Будусев, чиновник, заместитель губернатора (серия 12);
- 2020 — «Сильное желание» (короткометражный фильм);
- 2020 — «Кто поймал букет невесты» — Владимир Бережной, бывший муж Веры, адвокат;
- 2021 — «Потерянные» — Склярский;
- 2021 — «Регби» — Пылев;
- 2021 — «Земля» (документально-игровой фильм) — Андрей Громыко
- 2022 — «Ловец снов» — Юрий Артёмович Трофимов, владелец компании «Ронго-груп»
- 2022 — «13 клиническая» — врач
- 2023 — «Раневская» — Майский
- 2023 — «Эффект домино» — адвокат
- 2024 — «Красный 5» — Ерохин, директор детской клинической больницы